# Industrial Light & Magic
Pour les articles homonymes, voir ILM.
Industrial Light & Magic (ILM) est une société d'effets spéciaux de cinéma américaine, créée en 1975 par George Lucas. Il s'agit d'une filiale de Lucasfilm, aujourd'hui propriété de la Walt Disney Company.
À la fin 2015, ILM a participé ou réalisé dans leur totalité les effets spéciaux de plus de 300 films. Parmi ceux-ci, on peut citer les sagas de Star Wars, Indiana Jones, Star Trek, Retour vers le futur, Terminator, Jurassic Park, Harry Potter, Transformers, Avengers et Pirates des Caraïbes, ou encore les films Willow, Cocoon, Labyrinthe, L'Histoire sans fin, Qui veut la peau de Roger Rabbit, Abyss, Forrest Gump, Titanic, E.T., l'extra-terrestre, Total Recall, Men in Black, La Momie, Small Soldiers, Contact, Jumanji, Twister, Deep Impact, Les Chroniques de Riddick, Starship Troopers, Casper, The Mask, Peter Pan, Mission impossible, Pearl Harbor, The Island, La Planète des singes, Minority Report, Le Jour d'après, Pacific Rim, Valérian et la Cité des mille planètes ou Ready Player One.

Ancien logo d'ILM.

## Historique
En 1975, pendant la préparation de Star Wars, George Lucas essaie de confier la réalisation des effets spéciaux optiques du film à Douglas Trumbull, le responsable des effets spéciaux de 2001, l'Odyssée de l'espace et réalisateur de Silent Running. Celui-ci décline l'offre de Lucas, mais lui suggère d'embaucher son assistant, un dénommé John Dykstra. Dykstra réunit alors l'équipe d'étudiants, d'artistes et d'ingénieurs qui s'acquitte de la tâche. Lucas décide alors de créer une structure indépendante dans Lucasfilm, qu'il baptise Industrial Light & Magic.
Les premiers studios se situaient dans le quartier de Van Nuys à Los Angeles. En 1978, George Lucas décide de transférer la compagnie dans le comté de Marin au nord de la Californie. Depuis 2005, ILM est basé au Letterman Digital Arts Center à Presidio.
En 2012, Walt Disney Company rachète Lucasfilm et sa filiale ILM.
En 2015, Disney fonde ILMxLAB, pour ILM Experience Lab, un laboratoire regroupant les ingénieurs de Lucasfilm, Industrial Light & Magic et Skywalker Sound, mais aussi de Walt Disney Imagineering afin de concevoir et développer des expériences ludiques immersives dans les domaines de la réalité virtuelle, réalité augmentée, cinéma en temps réel et les parcs à thèmes. La première production est Jakku Spy, un jeu de réalité virtuelle proposé par Verizon en décembre 2015 pour l'application Star Wars et utilisant la technologie Google Cardboard.
Le 15 juillet 2019, Industrial Light & Magic annonce la création d'un studio d'effet spéciaux de 500 personnes à Sydney en Australie. Il est situé dans les Fox Studios Australia.

## Liste des films

### Années 1970-80
- 1977 : Star Wars, épisode IV : Un nouvel espoir (Star Wars: Episode IV – A New Hope) de George Lucas
- 1980 : Star Wars, épisode V : L'Empire contre-attaque (Star Wars : Episode V – The Empire Strikes Back) d'Irvin Kershner
- 1981 :
  - Les Aventuriers de l'arche perdue (Raiders of the Lost Ark) de Steven Spielberg
  - Le Dragon du lac de feu (Dragonslayer) de Matthew Robbins
- 1982 :
  - Conan le Barbare (Conan the Barbarian) de John Milius
  - Star Trek 2 : La Colère de Khan (Star Trek II: The Wrath of Khan) de Nicholas Meyer
  - E.T. l'extra-terrestre (E.T. the Extra-Terrestrial) de Steven Spielberg
  - Dark Crystal (The Dark Crystal) de Jim Henson et Frank Oz
  - Poltergeist de Tobe Hooper
- 1983 : 
  - Star Wars, épisode VI : Le Retour du Jedi (Star Wars: Episode VI – Return of the Jedi) de Richard Marquand
  - Twice Upon a Time de John Korty et Charles Swenson
- 1984 :
  - Indiana Jones et le Temple maudit (Indiana Jones and the Temple of Doom) de Steven Spielberg
  - Star Trek 3 : À la recherche de Spock (Star Trek III: The Search for Spock) de Leonard Nimoy
  - L'Histoire sans fin (The NeverEnding Story) de Wolfgang Petersen
  - Starman de John Carpenter
- 1985 :
  - Les Goonies (The Goonies) de Richard Donner
  - Cocoon de Ron Howard
  - Retour vers le futur (Back to the Future) de Robert Zemeckis
  - Explorers de Joe Dante
  - Mishima (Mishima: A Life in Four Chapters) de Paul Schrader
  - Le Secret de la pyramide (Young Sherlock Holmes) de Barry Levinson
  - Out of Africa : Souvenirs d'Afrique (Out of Africa) de Sydney Pollack
  - Enemy de Wolfgang Petersen
- 1986 :
  - Une baraque à tout casser (The Money Pit) de Richard Benjamin
  - Labyrinthe (Labyrinth) de Jim Henson
  - Howard... une nouvelle race de héros (Howard the Duck) de Willard Huyck
  - Star Trek 4 : Retour sur Terre (Star Trek IV: The Voyage Home) de Leonard Nimoy
  - Golden Child : L'Enfant sacré du Tibet (The Golden Child) de Michael Ritchie
- 1987 :
  - Bigfoot et les Henderson (Harry and the Henderson) de William Dear
  - Les Sorcières d'Eastwick (The Witches of Eastwick) de George Miller
  - L'Aventure intérieure (Innerspace) de Joe Dante
  - Empire du soleil (Empire of the Sun) de Steven Spielberg
  - Miracle sur la 8e rue (Batteries Not Included) de Matthew Robbins
  - La Folle Histoire de l'espace (Spaceballs) de Mel Brooks
- 1988 :
  - Willow de Ron Howard
  - Qui veut la peau de Roger Rabbit (Who Framed Roger Rabbit) de Robert Zemeckis
  - Le Golf en folie 2 (Caddyshack II) d'Allan Arkush
  - La Dernière Tentation du Christ (The Last Temptation of Christ) de Martin Scorsese
  - Tucker : L'homme et son rêve (Tucker: The Man and His Dream) de Francis Ford Coppola
  - Cocoon, le retour (Cocoon: The Return) de Daniel Petrie
- 1989 : 
  - Les Banlieusards (The 'Burbs) de Joe Dante
  - L'amour est une grande aventure (Skin Deep) de Blake Edwards
  - Jusqu'au bout du rêve (Field of Dreams) de Phil Alden Robinson
  - Indiana Jones et la Dernière Croisade (Indiana Jones and the Last Crusade) de Steven Spielberg
  - SOS Fantômes 2 (Ghostbusters II) d'Ivan Reitman
  - Abyss (The Abyss) de James Cameron
  - Retour vers le futur 2 (Back to the Future Part II) de Robert Zemeckis
  - Always de Steven Spielberg

### Années 1990
- 1990 : 
  - À la poursuite d'Octobre rouge (The Hunt for Red October) de John McTiernan
  - Joe contre le volcan (Joe Versus the Volcano) de John Patrick Shanley
  - Retour vers le futur 3 (Back to the Future Part III) de Robert Zemeckis
  - Total Recall de Paul Verhoeven
  - 58 minutes pour vivre (Die Hard 2) de Renny Harlin
  - Ghost de Jerry Zucker
  - Arachnophobie (Arachnophobia) de Frank Marshall
  - Rêves d'Akira Kurosawa
  - Le Parrain 3 (The Godfather Part III) de Francis Ford Coppola
- 1991 :
  - Le Vol de l'Intruder (Flight of the Intruder) de John Milius
  - The Doors d'Oliver Stone
  - Dans la peau d'une blonde (Switch) de Blake Edwards
  - Backdraft de Ron Howard
  - Hudson Hawk, gentleman et cambrioleur (Hudson Hawk) de Michael Lehmann
  - Les Aventures de Rocketeer (The Rocketeer) de Joe Johnston
  - Terminator 2 : Le Jugement dernier (Terminator 2: Judgment Day) de James Cameron
  - Hook ou la Revanche du Capitaine Crochet (Hook) de Steven Spielberg
  - Star Trek 6 : Terre inconnue (Star Trek VI: The Undiscovered Country) de Nicholas Meyer
- 1992 :
  - Les Aventures d'un homme invisible (Memoirs of an Invisible Man) de John Carpenter
  - La mort vous va si bien (Death Becomes Her) de Robert Zemeckis
- 1993 :
  - Les Survivants (Alive) de Frank Marshall
  - Visiteurs extraterrestres (Fire in the Sky) de Robert Lieberman
  - Jurassic Park de Steven Spielberg
  - Last Action Hero de John McTiernan
  - Soleil levant (Rising Sun) de Philip Kaufman
  - Meteor Man (The Meteor Man) de Robert Townsend
  - Manhattan Murder Mystery de Woody Allen
  - Malice de Harold Becker
  - The Nutcracker d'Emile Ardolino
  - La Liste de Schindler (Schindler's List) de Steven Spielberg
- 1994 :
  - Le Grand Saut (The Hudsucker Proxy) de Joel et Ethan Coen
  - Forrest Gump de Robert Zemeckis
  - Maverick de Richard Donner
  - La Famille Pierrafeu (The Flintstones) de Brian Levant
  - Wolf de Mike Nichols
  - Bébé part en vadrouille (Baby's Day Out) de Patrick Read Johnson
  - The Mask de Chuck Russell
  - Radioland Murders de Mel Smith
  - Harcèlement (Disclosure) de Barry Levinson
  - Star Trek : Générations (Star Trek: Generations) de David Carson
  - L'Antre de la folie (In the Mouth of Madness) de John Carpenter
- 1995 :
  - Le Village des damnés (Village of the Damned) de John Carpenter
  - Congo de Frank Marshall
  - L'Indien du placard (The Indian in the Cupboard) de Frank Oz
  - Casper de Brad Silberling
  - Jumanji de Joe Johnston
  - Le Président et Miss Wade (The American President) de Rob Reiner
  - Sabrina de Sydney Pollack
- 1996 :
  - Twister de Jan de Bont
  - Mission impossible (Mission: Impossible) de Brian De Palma
  - Cœur de dragon (DragonHeart) de Rob Cohen
  - L'Effaceur (Eraser) de Chuck Russell
  - Réactions en chaîne (The Trigger Effect) de David Koepp
  - Sleepers de Barry Levinson
  - Star Trek : Premier Contact (Star Trek: First Contact) de Jonathan Frakes
  - Les 101 Dalmatiens (101 Dalmatians) de Stephen Herek
  - Daylight de Rob Cohen
  - Mars Attacks! de Tim Burton
- 1997 :
  - Le Monde perdu : Jurassic Park (The Lost World: Jurassic Park) de Steven Spielberg
  - Speed 2 : Cap sur le danger (Speed 2: Cruise Control) de Jan de Bont
  - Men in Black de Barry Sonnenfeld
  - Contact de Robert Zemeckis
  - Spawn de Mark Dippé
  - Starship Troopers de Paul Verhoeven
  - Minuit dans le jardin du bien et du mal (Midnight in the Garden of Good and Evil) de Clint Eastwood
  - Flubber de Les Mayfield
  - Amistad de Steven Spielberg
  - Harry dans tous ses états (Deconstructing Harry) de Woody Allen
  - Titanic de James Cameron
- 1998 :
  - Un cri dans l'océan (Deep Rising) de Stephen Sommers
  - Code Mercury (Mercury Rising) d'Harold Becker
  - Deep Impact de Mimi Leder
  - Small Soldiers de Joe Dante
  - Il faut sauver le soldat Ryan (Saving Private Ryan) de Steven Spielberg
  - Snake Eyes de Brian De Palma
  - Le Temps d'un orage (Reach the Rock) de Bill Ryan
  - Rencontre avec Joe Black (Meet Joe Black) de Martin Brest
  - Celebrity de Woody Allen
  - Jack Frost de Troy Miller
  - Mon ami Joe (Mighty Joe Young) de Ron Underwood
- 1999 :
  - Ciel d'octobre (October Sky) de Joe Johnston
  - La Momie (The Mummy) de Stephen Sommers
  - Star Wars, épisode I : La Menace fantôme (Star Wars: Episode I – The Phantom Menace) de George Lucas
  - Wild Wild West de Barry Sonnenfeld
  - Hantise (The Haunting) de Jan de Bont
  - Peur bleue (Deep Blue Sea) de Renny Harlin
  - À tombeau ouvert (Bringing Out the Dead) de Martin Scorsese
  - Sleepy Hollow : La Légende du cavalier sans tête (Sleepy Hollow) de Tim Burton
  - La Ligne verte (The Green Mile) de Frank Darabont
  - Magnolia de Paul Thomas Anderson
  - La neige tombait sur les cèdres (Snow Falling on Cedars) de Scott Hicks
  - Galaxy Quest de Dean Parisot
  - Accords et Désaccords (Sweet and Lowdown) de Woody Allen

### Années 2000
- 2000 :
  - Mission to Mars de Brian De Palma
  - En pleine tempête (The Perfect Storm) de Wolfgang Petersen
  - Les Aventures de Rocky et Bullwinkle (The Adventures of Rocky & Bullwinkle) de Des McAnuff
  - Space Cowboys de Clint Eastwood
  - Pollock d'Ed Harris
  - Un monde meilleur (Pay It Forward) de Mimi Leder
- 2001 : 
  - The Pledge de Sean Penn
  - Sweet November de Pat O'Connor
  - Le Retour de la momie (The Mummy Returns) de Stephen Sommers
  - Pearl Harbor de Michael Bay
  - A.I. Intelligence artificielle (A.I. - Artificial Intelligence) de Steven Spielberg
  - Jurassic Park 3 de Joe Johnston
  - La Planète des singes (Planet of the Apes) de Tim Burton
  - Harry Potter à l'école des sorciers (Harry Potter and the Philosopher's Stone) de Chris Columbus
  - The Majestic de Frank Darabont
  - Impostor de Gary Fleder
- 2002 :
  - La Machine à explorer le temps (The Time Machine) de Simon Wells
  - Big Trouble de Barry Sonnenfeld
  - Star Wars, épisode II : L'Attaque des clones (Star Wars: Episode II – Attack of the Clones) de George Lucas
  - La Mémoire dans la peau (The Bourne Identity) de Doug Liman
  - Minority Report de Steven Spielberg
  - Men in Black 2 de Barry Sonnenfeld
  - K-19 : Le Piège des profondeurs (K-19: The Widowmaker) de Kathryn Bigelow
  - Signes (Signs) de M. Night Shyamalan
  - Créance de sang (Blood Work) de Clint Eastwood
  - Punch-Drunk Love de Paul Thomas Anderson
  - Harry Potter et la Chambre des secrets (Harry Potter and the Chamber of Secrets) de Chris Columbus
  - Gangs of New York de Martin Scorsese
- 2003 :
  - Les Larmes du soleil (Tears of the Sun) d'Antoine Fuqua
  - Traqué (The Hunted) de William Friedkin
  - Dreamcatcher : L'Attrape-rêves (Dreamcatcher) de Lawrence Kasdan
  - Hulk d'Ang Lee
  - Terminator 3 : Le Soulèvement des machines (Terminator 3: Rise of the Machines) de Jonathan Mostow
  - Pirates des Caraïbes : La Malédiction du Black Pearl (Pirates of the Caribbean: The Curse of the Black Pearl) de Gore Verbinski
  - La Ligue des gentlemen extraordinaires (The League of Extraordinary Gentlemen) de Stephen Norrington
  - Il était une fois au Mexique... Desperado 2 (Once Upon a Time in Mexico) de Robert Rodriguez
  - Master and Commander : De l'autre côté du monde (Master and Commander: The Far Side of the World) de Peter Weir
  - Prisonniers du temps (Timeline) de Richard Donner
  - Deux en un (Stuck on You) de Peter et Bobby Farrelly
  - Peter Pan de Paul John Hogan
- 2004 : 
  - Polly et moi (Along Came Polly) de John Hamburg
  - Instincts meurtriers (Twisted) de Philip Kaufman
  - Hidalgo de Joe Johnston
  - Van Helsing de Stephen Sommers
  - Le Jour d'après (The Day After Tomorrow) de Roland Emmerich
  - Harry Potter et le Prisonnier d'Azkaban (Harry Potter and the Prisoner of Azkaban) d'Alfonso Cuarón
  - Les Chroniques de Riddick (The Chronicles of Riddick) de David Twohy
  - La Mort dans la peau (The Bourne Supremacy) de Paul Greengrass
  - Le Village (The Village) de M. Night Shyamalan
  - Capitaine Sky et le Monde de demain (Sky Captain and the World of Tomorrow) de Kerry Conran
  - Les Désastreuses Aventures des orphelins Baudelaire (Lemony Snicket's A Series of Unfortunate Events) de Brad Silberling
  - Eros de Michelangelo Antonioni, Steven Soderbergh et Wong Kar-wai
- 2005 :
  - On arrive quand ? (Are We There Yet?) de Brian Levant
  - Le Fils du Mask (Son of the Mask) de Lawrence Guterman
  - Baby-Sittor (The Pacifier) d'Adam Shankman
  - Amityville (The Amityville Horror) d'Andrew Douglas
  - XXX2: The Next Level (XXX: State of the Union) de Lee Tamahori
  - Star Wars, épisode III : La Revanche des Sith (Star Wars: Episode III – Revenge of the Sith) de George Lucas
  - Les Aventures de Shark Boy et Lava Girl (The Adventures of Sharkboy and Lavagirl in 3-D) de Robert Rodriguez
  - La Coccinelle revient (Herbie: Fully Loaded) d'Angela Robinson
  - La Guerre des mondes (War of the Worlds) de Steven Spielberg
  - The Island de Michael Bay
  - Jarhead : La Fin de l'innocence (Jarhead) de Sam Mendes
  - Rent de Chris Columbus
  - Harry Potter et la Coupe de feu (Harry Potter and the Goblet of Fire) de Mike Newell
  - Le Monde de Narnia : Le Lion, la Sorcière blanche et l'Armoire magique (The Chronicles of Narnia: The Lion, the Witch and the Wardrobe) d'Andrew Adamson
  - Munich de Steven Spielberg
  - Treize à la douzaine 2 (Cheaper by the Dozen 2) d'Adam Shankman
- 2006 :
  - Antartica, prisonniers du froid (Eight Below) de Frank Marshall
  - Mission impossible 3 (Mission: Impossible III) de J. J. Abrams
  - Poséidon (Poseidon) de Wolfgang Petersen
  - Fast and Furious: Tokyo Drift (The Fast and the Furious: Tokyo Drift) de Justin Lin
  - Pirates des Caraïbes : Le Secret du coffre maudit (Pirates of the Caribbean: Dead Man's Chest) de Gore Verbinski
  - La Jeune Fille de l'eau (Lady in the Water) de M. Night Shyamalan
  - Eragon de Stefen Fangmeier
- 2007 :
  - Pirates des Caraïbes : Jusqu'au bout du monde (Pirates of the Caribbean: At World's End) de Gore Verbinski
  - Evan tout-puissant (Evan Almighty) de Tom Shadyac
  - Transformers de Michael Bay
  - Harry Potter et l'Ordre du phénix (Harry Potter and the Order of the Phoenix) de David Yates
  - Rush Hour 3 de Brett Ratner
  - Lions et Agneaux (Lions for Lambs) de Robert Redford
  - Benjamin Gates et le Livre des secrets (National Treasure: Book of Secrets) de Jon Turteltaub
  - There Will Be Blood de Paul Thomas Anderson
- 2008 :
  - Les Chroniques de Spiderwick (The Spiderwick Chronicles) de Mark Waters
  - Iron Man de Jon Favreau
  - Speed Racer des Wachowski
  - Indiana Jones et le Royaume du crâne de cristal (Indiana Jones and the Kingdom of the Crystal Skull) de Steven Spielberg
  - Phénomènes (The Happening) de M. Night Shyamalan
  - Miracle à Santa Anna (Miracle at St. Anna) de Spike Lee
  - Twilight, chapitre I : Fascination (Twilight) de Catherine Hardwicke
- 2009 :
  - Confessions d'une accro du shopping (Confessions of a Shopaholic) de P. J. Hogan
  - Star Trek de J. J. Abrams
  - Terminator Renaissance (Terminator Salvation) de McG
  - Transformers 2 : La Revanche (Transformers: Revenge of the Fallen) de Michael Bay
  - Harry Potter et le Prince de sang-mêlé (Harry Potter and the Half-Blood Prince) de David Yates
  - Avatar de James Cameron

### Années 2010
- 2010 : 
  - Iron Man 2 de Jon Favreau
  - Le Dernier Maître de l'air (The Last Airbender) de M. Night Shyamalan[5]
- 2011 : 
  - Numéro Quatre (I Am Number Four) de D. J. Caruso
  - Pirates des Caraïbes : La Fontaine de Jouvence (Pirates of the Caribbean: On Stranger Tides) de Rob Marshall
  - Super 8 de J. J. Abrams
  - Transformers 3 : La Face cachée de la Lune (Transformers: Dark of the Moon) de Michael Bay
  - Cowboys et Envahisseurs (Cowboys & Aliens) de Jon Favreau
  - Hugo Cabret (Hugo) de Martin Scorsese
  - Mission impossible : Protocole Fantôme (Mission: Impossible – Ghost Protocol) de Brad Bird
- 2012
  - L'Escadron Red Tails (Red Tails) d'Anthony Hemingway
  - Avengers (The Avengers) de Joss Whedon
  - Battleship de Peter Berg
  - Cloud Atlas des Wachowski et Tom Tykwer
- 2013 : 
  - Arnaque à la carte (Identity Thief) de Seth Gordon
  - G.I. Joe : Conspiration (G.I Joe: Retaliation) de Jon Chu
  - No Pain No Gain (Pain and Gain) de Michael Bay
  - Gatsby le Magnifique (The Great Gatsby) de Baz Luhrmann
  - Insaisissables (Now You See Me) de Louis Leterrier
  - Star Trek Into Darkness de J. J. Abrams
  - World War Z de Marc Forster
  - Lone Ranger : Naissance d'un héros (The Lone Ranger) de Gore Verbinski
  - Pacific Rim de Guillermo del Toro
  - Red 2 de Dean Parisot
  - Elysium de Neill Blomkamp
  - Du sang et des larmes (Lone Survivor) de Peter Berg
- 2014
  - Noé (Noah) de Darren Aronofsky
  - Captain America : Le Soldat de l'hiver (Captain America: The Winter Soldier) d'Anthony et Joe Russo
  - Transformers : L'Âge de l'extinction (Transformers: Age of Extinction) de Michael Bay
  - Lucy de Luc Besson
  - Ninja Turtles (Teenage Mutant Ninja Turtles) de Jonathan Liebesman
  - Invincible (Unbroken) d'Angelina Jolie
- 2015 : 
  - Avengers : L'Ère d'Ultron (Avengers: Age of Ultron) de Joss Whedon
  - À la poursuite de demain (Tomorrowland) de Brad Bird
  - Jurassic World de Colin Trevorrow
  - Terminator Genisys d'Alan Taylor
  - Ant-Man de Peyton Reed
  - Hitman: Agent 47 d'Aleksander Bach
  - Seul sur Mars (The Martian) de Ridley Scott
  - Paranormal Activity 5 : Ghost Dimension (Paranormal Activity: The Ghost Dimension) de Gregory Plotkin
  - 007 Spectre (Spectre) de Sam Mendes
  - Star Wars, épisode VII : Le Réveil de la Force (Star Wars: Episode VII – The Force Awakens) de J. J. Abrams
  - The Revenant d'Alejandro González Iñárritu
  - The Big Short : Le Casse du siècle (The Big Short) d'Adam McKay
- 2016 : 
  - 13 Hours (13 Hours: The Secret Soldiers of Benghazi) de Michael Bay
  - Captain America: Civil War d'Anthony et Joe Russo
  - Ninja Turtles 2 (Teenage Mutant Ninja Turtles: Out of the Shadows) de Dave Green
  - Warcraft : Le Commencement (Warcraft) de Duncan Jones
  - Deepwater (Deepwater Horizon) de Peter Berg
  - Doctor Strange de Scott Derrickson
  - Rogue One: A Star Wars Story de Gareth Edwards
  - Silence de Martin Scorsese
- 2017 : 
  - La Grande Muraille (The Great Wall) de Zhang Yimou
  - Life : Origine inconnue (Life) de Daniel Espinosa
  - Kong: Skull Island de Jordan Vogt-Roberts
  - La Momie (The Mummy) d'Alex Kurtzman
  - Pirates des Caraïbes : La Vengeance de Salazar (Pirates of the Caribbean: Dead Men Tell No Tales) de Joachim Rønning et Espen Sandberg
  - Transformers: The Last Knight de Michael Bay
  - Spider-Man: Homecoming de Jon Watts
  - Valérian et la Cité des mille planètes de Luc Besson
  - Mother! de Darren Aronofsky
  - Line of Fire (Only the Brave) de Joseph Kosinski
  - Thor : Ragnarok de Taika Waititi
  - Star Wars, épisode VIII : Les Derniers Jedi (Star Wars: Episode VIII – The Last Jedi) de Rian Johnson
  - Downsizing d'Alexander Payne
- 2018 : 
  - Horse Soldiers (12 Strong) de Nicolai Fuglsig
  - The Cloverfield Paradox de Julius Onah
  - Black Panther de Ryan Coogler
  - Chasseur de monstres 2 (捉妖记2) de Raman Hui
  - Un raccourci dans le temps (A Wrinkle in Time) d'Ava DuVernay
  - Ready Player One de Steven Spielberg
  - Sans un bruit (A Quiet Place) de John Krasinski
  - Avengers: Infinity War d'Anthony et Joe Russo
  - Solo: A Star Wars Story de Ron Howard
  - Jurassic World: Fallen Kingdom de Juan Antonio Bayona
  - Ant-Man et la Guêpe (Ant-Man and the Wasp) de Peyton Reed
  - Skyscraper de Rawson Marshall Thurber
  - De l'autre côté du vent (The Other Side of The Wind) d'Orson Welles
  - Overlord de Julius Avery
  - Aquaman de James Wan
  - Bumblebee de Travis Knight
  - Bird Box de Susanne Bier
- 2019 :
  - Captain Marvel d'Anna Boden et Ryan Fleck
  - Us de Jordan Peele
  - Avengers: Endgame d'Anthony et Joe Russo
  - Aladdin de Guy Ritchie
  - Spider-Man: Far From Home de Jon Watts
  - The Irishman de Martin Scorsese
  - Terminator: Dark Fate de Tim Miller
  - Chaud devant ! (Playing with Fire) d'Andy Fickman
  - Six Underground de Michael Bay
  - Star Wars, épisode IX : L'Ascension de Skywalker (Star Wars: Episode IX – The Rise of Skywalker) de J. J. Abrams

### Années 2020
- 2020 :
  - Artemis Fowl de Kenneth Branagh
  - Mank de David Fincher
  - C'est nous les héros (We Can Be Heroes) de Robert Rodriguez
  - Minuit dans l'univers (The Midnight Sky) de George Clooney
- 2021 : 
  - Ohana ou le trésor caché (Finding 'Ohana) de Jude Weng
  - Chaos Walking de Doug Liman
  - Un prince à New York 2 (Coming 2 America) de Craig Brewer
  - Sans un bruit 2 (A Quiet Place Part II) de John Krasinski
  - Fast and Furious 9 (F9) de Justin Lin
  - Black Widow de Cate Shortland
  - Space Jam : Nouvelle Ère (Space Jam: A New Legacy) de Malcolm D. Lee
  - Malignant de James Wan
  - Jungle Cruise de Jaume Collet-Serra
  - Free Guy de Shawn Levy
  - Mourir peut attendre (No Time to Die) de Cary Joji Fukunaga
  - Les Éternels (Eternals) de Chloé Zhao
  - Red Notice de Rawson Marshall Thurber
- 2022 : 
  - The Batman de Matt Reeves
  - La Bulle (The Bubble) de Judd Apatow
  - Doctor Strange in the Multiverse of Madness de Sam Raimi
  - Jurassic World : Le Monde d'après (Jurassic World Dominion) de Colin Trevorrow
  - Thor: Love and Thunder de Taika Waititi
  - The Gray Man d'Anthony et Joe Russo
  - Black Panther: Wakanda Forever de Ryan Coogler
  - The Fabelmans de Steven Spielberg
  - Avatar : La Voie de l'eau (Avatar: The Way of Water) de James Cameron
  - Babylon de Damien Chazelle
  - The Pale Blue Eye de Scott Cooper
- 2023 : 
  - Ant-Man et la Guêpe : Quantumania (Ant-Man and the Wasp: Quantumania) de Peyton Reed
  - Donjons et Dragons : L'Honneur des voleurs (Dungeons & Dragons: Honor Among Thieves) de Jonathan Goldstein et John Francis Daley
  - Renfield de Chris McKay
  - Les Gardiens de la Galaxie Vol. 3 (Guardians of the Galaxy Vol. 3) de James Gunn
  - Fast and Furious 10 (Fast X) de Louis Leterrier
  - Indiana Jones et le Cadran de la destinée (Indiana Jones and the Dial of Destiny) de James Mangold
  - Mission impossible : Dead Reckoning (Mission: Impossible – Dead Reckoning) de Christopher McQuarrie
  - Le Manoir hanté (Haunted Mansion) de Justin Simien
  - The Creator de Gareth Edwards
  - Killers of the Flower Moon de Martin Scorsese
  - The Marvels de Nia DaCosta
  - Napoléon (Napoleon) de Ridley Scott
  - Noël à Candy Cane Lane (Candy Cane Lane) de Reginald Hudlin
  - Aquaman et le Royaume perdu (Aquaman and the Lost Kingdom) de James Wan
  - The Boys in the Boat de George Clooney

- 2024 : 
  - Road House de Doug Liman
  - Sans un bruit : jour 1 (A Quiet Place: Day One) de Michael Sarnoski
  - Twisters de Lee Isaac Chung
  - Deadpool 3 de Shawn Levy
  - Alien: Romulus de Fede Álvarez
  - Wicked de Jon Chu
  - Atlas de Brad Peyton
  - The Electric State d'Anthony et Joe Russo
- 2025 : 
  - Wicked: Part Two de Jon Chu
  - Lilo & Stitch de Dean Fleischer Camp

## Liste des films d'animation
- 2005 : Chicken Little de Mark Dindal
- 2008 : WALL-E d'Andrew Stanton
- 2008 : La Légende de Despereaux (The Tale of Despereaux) de Sam Fell et Robert Stevenhagen
- 2011 : Rango de Gore Verbinski
- 2015 : Strange Magic de Gary Rydstrom
- 2021 : Le Dragon-génie (Wish Dragon) de Chris Appelhans (en)

- 2024 : Ultraman: Rising de Shannon Tindle
- 2024 : Transformers One de Josh Cooley

## Liste des téléfilms
- 1984 : L'Aventure des Ewoks (Caravan of Courage: An Ewok Adventure)
- 1985 : La Bataille d'Endor (Ewoks: The Battle for Endor)
- 2022 : Bonne Nuit Oppy (Good Night Oppy)
- 2022 : Les Gardiens de la Galaxie : Joyeuses Fêtes (The Guardians of the Galaxy Holiday Special)

## Liste des séries télévisées
- 1985-1987 : Histoires fantastiques (Amazing Stories)
- 1987-1994 : Star Trek : La Nouvelle Génération (Star Trek: The Next Generation)
- 1992-1996 : Les Aventures du jeune Indiana Jones (The Young Indiana Jones Chronicles)
- 1995 : Les Contes de la crypte (Tales from the Crypt) : Saison 6, épisode 15
- 2007-2019 : The Big Bang Theory
- 2015 : Agent Carter : Saison 1
- 2019 : Krypton : Saison 2
- depuis 2019 : The Mandalorian
- 2020 : Brave New World
- 2020 : The Boys : Saison 2
- 2020-2021 : The Stand
- 2021 : WandaVision
- 2021 : Hawkeye
- 2021 : The Witcher : Saison 2
- 2021 : Y, le dernier homme (Y: The Last Man)
- 2021-2022 : Le Livre de Boba Fett (The Book of Boba Fett)
- 2021-2023 : Loki
- 2022 : Obi-Wan Kenobi
- 2022 : The Old Man
- 2022 : Light & Magic
- depuis 2022 : Sandman (The Sandman)
- 2022 : Lost Ollie
- 2022-2025 : Andor
- 2022-2023 : Willow
- depuis 2023 : Le Seigneur des anneaux : Les Anneaux de pouvoir (The Lord of the Rings: The Rings of Power)
- depuis 2023 : Ahsoka
- 2023 : La vie sur notre planète (Life on Our Planet)
- 2023 : Toute la lumière que nous ne pouvons voir (All the Light We Cannot See)
- 2023 : Super Noël, la série (The Santa Clauses) : Saison 2
- depuis 2023 : Percy Jackson et les Olympiens (Percy Jackson and the Olympians)
- 2024 : Echo
- 2024 : Knuckles
- 2024-2025 : Skeleton Crew
- 2024 : The Acolyte

## Oscars

### Récompenses
- Oscar des meilleurs effets visuels en 1978 pour Star Wars, épisode IV : Un nouvel espoir
- Oscar des meilleurs effets visuels en 1981 pour Star Wars, épisode V : L'Empire contre-attaque
- Oscar des meilleurs effets visuels en 1982 pour Les Aventuriers de l'arche perdue
- Oscar des meilleurs effets visuels en 1983 pour E.T. l'extra-terrestre
- Oscar des meilleurs effets visuels en 1984 pour Star Wars, épisode VI : Le Retour du Jedi
- Oscar des meilleurs effets visuels en 1985 pour Indiana Jones et le Temple maudit
- Oscar des meilleurs effets visuels en 1986 pour Cocoon
- Oscar des meilleurs effets visuels en 1988 pour L'Aventure intérieure
- Oscar des meilleurs effets visuels en 1989 pour Qui veut la peau de Roger Rabbit
- Oscar des meilleurs effets visuels en 1990 pour Abyss
- Oscar des meilleurs effets visuels en 1992 pour Terminator 2 : Le Jugement dernier
- Oscar des meilleurs effets visuels en 1993 pour La mort vous va si bien
- Oscar des meilleurs effets visuels en 1994 pour Jurassic Park
- Oscar des meilleurs effets visuels en 1995 pour Forrest Gump
- Oscar des meilleurs effets visuels en 2007 pour Pirates des Caraïbes : Le Secret du coffre maudit

### Nominations
- Oscar des meilleurs effets visuels en 1982 pour Le Dragon du lac de feu
- Oscar des meilleurs effets visuels en 1983 pour Poltergeist
- Oscar des meilleurs effets visuels en 1986 pour Le Secret de la pyramide
- Oscar des meilleurs effets visuels en 1989 pour Willow
- Oscar des meilleurs effets visuels en 1990 pour Retour vers le futur II
- Oscar des meilleurs effets visuels en 1992 pour Backdraft
- Oscar des meilleurs effets visuels en 1992 pour Hook ou la Revanche du Capitaine Crochet
- Oscar des meilleurs effets visuels en 1995 pour The Mask
- Oscar des meilleurs effets visuels en 1997 pour Cœur de dragon
- Oscar des meilleurs effets visuels en 1997 pour Twister
- Oscar des meilleurs effets visuels en 1998 pour Le Monde perdu : Jurassic Park
- Oscar des meilleurs effets visuels en 1999 pour Mon ami Joe
- Oscar des meilleurs effets visuels en 2000 pour Star Wars, épisode I : La Menace fantôme
- Oscar des meilleurs effets visuels en 2001 pour En pleine tempête
- Oscar des meilleurs effets visuels en 2002 pour A.I. Intelligence artificielle
- Oscar des meilleurs effets visuels en 2002 pour Pearl Harbor
- Oscar des meilleurs effets visuels en 2003 pour Star Wars, épisode II : L'Attaque des clones
- Oscar des meilleurs effets visuels en 2004 pour Master and Commander : De l'autre côté du monde
- Oscar des meilleurs effets visuels en 2004 pour Pirates des Caraïbes : La Malédiction du Black Pearl
- Oscar des meilleurs effets visuels en 2005 pour Harry Potter et le Prisonnier d'Azkaban
- Oscar des meilleurs effets visuels en 2006 pour La Guerre des Mondes
- Oscar des meilleurs effets visuels en 2008 pour Transformers